# 彭庙镇
彭庙镇，是中华人民共和国四川省自贡市富顺县曾经下辖的一个镇。2019年9月撤销，其所属行政区域划归永年镇管辖。

## 行政区划
彭庙镇撤销前下辖以下地区：
彭庙社区、大塘村、新房村、团坝村、幺磨村、包坝村、新和村、塘林村、柏林村、新屋村和莲池村。